# Felsen-Klapperschlange
Die Felsen-Klapperschlange (Crotalus lepidus), auch Gebirgsklapperschlange, ist eine Art der Klapperschlangen (Crotalus), die vom Südwesten Texas bis nach Zentralmexiko in Höhen von bis zu 3.000 Metern zu finden ist.

## Merkmale

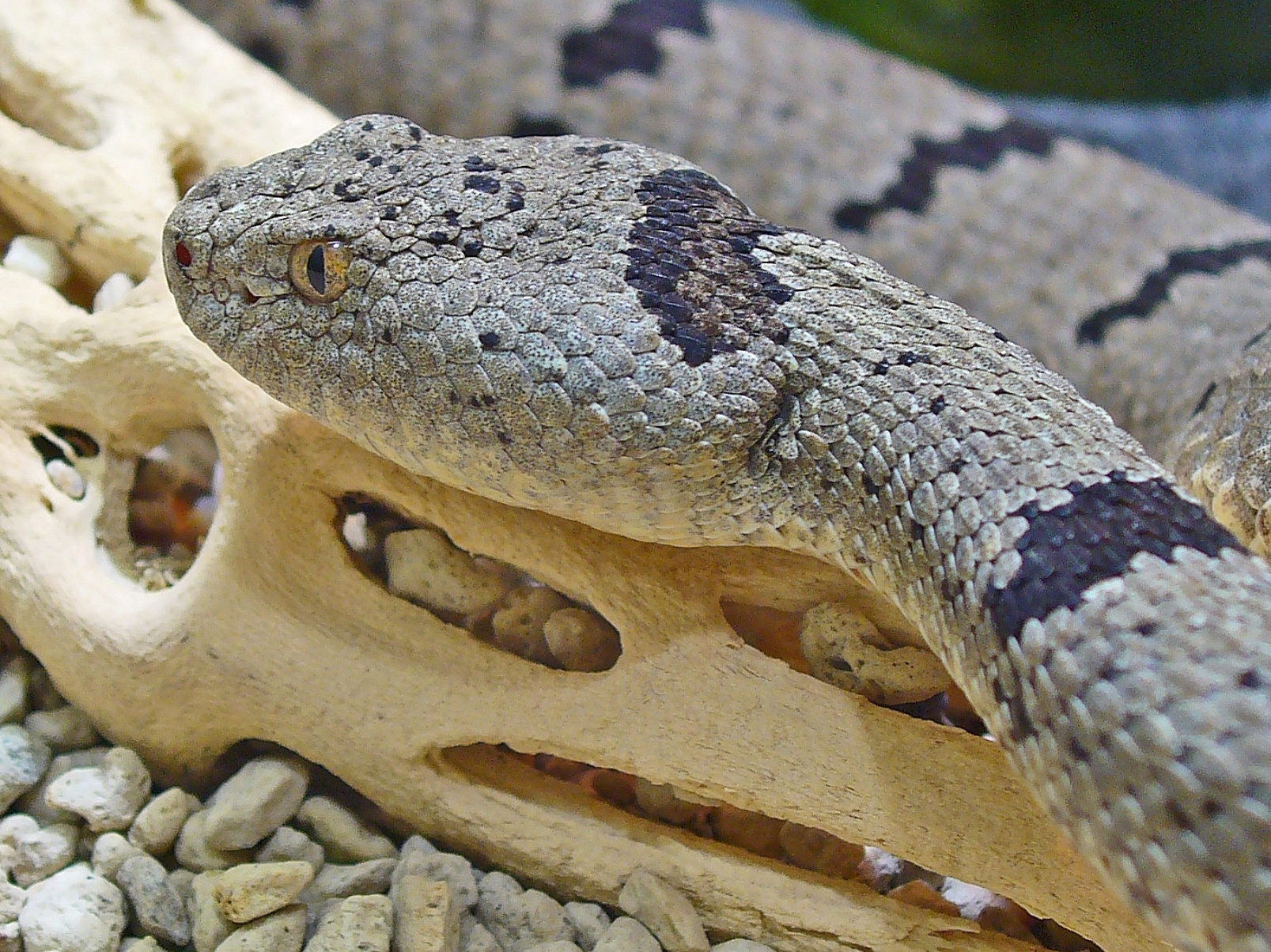
Crotalus lepidus klauberi

Die Felsen-Klapperschlange ist eine mittelgroße Klapperschlange mit einer durchschnittlichen Körperlänge von etwa 60 bis 70 Zentimetern, kann jedoch in Einzelfällen bis 80 Zentimeter lang werden. Der Kopf ist klein und flach und die Schwanzrassel relativ groß ausgebildet.
In ihrer Körperfärbung variiert die Art relativ stark. Die typische Grundfärbung ist grau bis grüngrau mit einem Zeichnungsmuster aus weit auseinander stehenden schwarzen oder dunkelgrauen Querbalken. Daneben gibt es braune Exemplare oder auch solche, bei denen die Querbalken zu einer Reihe kleiner schwarzer Punkte reduziert sind oder andere mit zusätzlichen Flecken zwischen den Querbalken. Dabei kommt bei ihnen zudem ein Sexualdimorphismus vor, der für die Klapperschlangen eher ungewöhnlich ist: Die Männchen sind im Regelfall eher grünlichgrau, während die Weibchen hellgrau bis braungrau sind. Bei fast allen Exemplaren ist ein deutliches schwarzes Schläfenband ausgebildet, das sich von den Augen zu den Mundwinkeln zieht.

## Verbreitung und Lebensraum

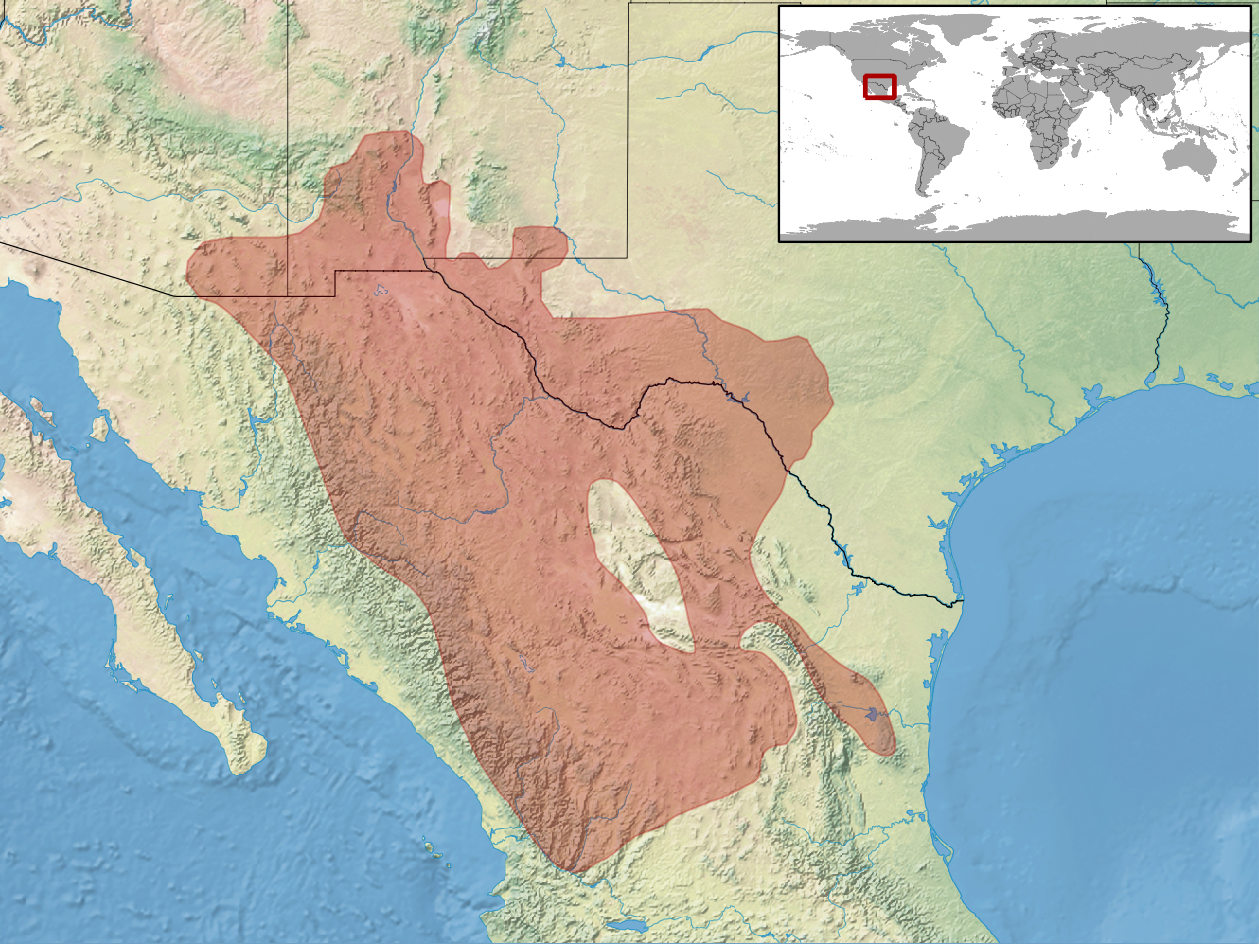
Verbreitungsgebiet

Das Verbreitungsgebiet der Felsen-Klapperschlange reicht vom südöstlichen Arizona in einem Streifen parallel der Staatsgrenze zu Mexiko durch das südliche New Mexico bis in das südwestliche Texas und keilförmig nach Süden in Zentralmexiko, wobei die Küstenregionen von dieser Art nicht bewohnt sind. Die Schlange kommt dabei in Höhen von bis zu 3.000 Metern vor.
Als Lebensraum bevorzugt die Schlange felsige Gebiete innerhalb von Kiefer-Eichen-Mischwäldern.

## Schlangengift

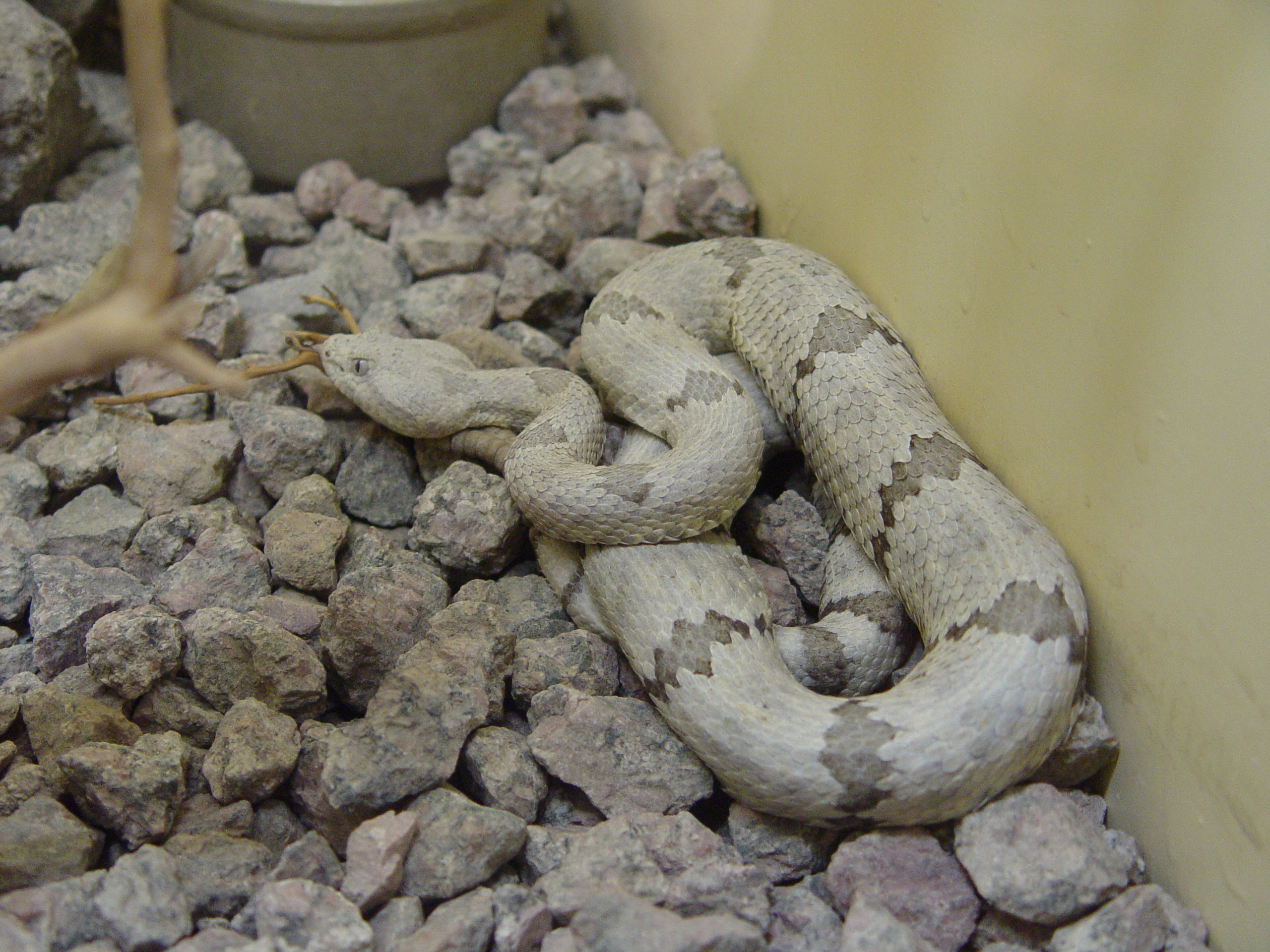
Felsen-Klapperschlange (Crotalus lepidus)

Die Felsen-Klapperschlangen produziert nur eine verhältnismäßig geringe Menge Schlangengift. In der Wirkung variiert es sehr stark; im Regelfall führt es vor allem zu lokalen Gewebszerstörungen und Schmerzen, denen eine allgemeine Übelkeit folgt. In einigen Populationen in Chihuahua, Arizona und New Mexico ist das Gift allerdings ungleich stärker und enthält wie das der Mojave-Klapperschlange Anteile von Neurotoxinen, die auf das zentrale Nervensystem wirken – die Giftwirkung wird dadurch um das 3- bis 100-fache erhöht. Todesfälle durch den Biss dieser Schlange sind allerdings bislang nicht dokumentiert.

## Systematik
Aktuell werden vier Unterarten der Felsen-Klapperschlange unterschieden:
- C. l. klauberi mit deutlichen schwarzen Querbalken in Arizona, den Südwesten New Mexicos und nordwestlichen Anteilen des Verbreitungsgebietes in Mexiko
- C. l. lepidus im Südosten New Mexicos und Südwesten Texas bis in das nordöstliche Mexiko, häufig mit wenig deutlichen Querbalken
- C. l. maculosus im südwestlichen Teil des Verbreitungsgebietes in Mexiko, im Regelfall mit Fleckenmuster auf eher bräunlichgrauer Grundfarbe
- C. l. morulus im südlichen Teil des Verbreitungsgebietes in Mexiko, im Regelfall mit Querbalken und einzelnen dazwischenliegenden Flecken auf eher bräunlichgrauer Grundfarbe.

Vor allem die Abgrenzung der beiden Unterarten C. l. klauberi und C. l. lepidus befindet sich allerdings in der Diskussion, da sie beide morphologisch sehr divers sein können. Über eine Untersuchung der Giftzusammensetzung, die diese Frage klären sollte, konnten allerdings auch keine abschließenden Ergebnisse erzielt werden.

## Belege
1. ↑  Eppie D. Rael, Jerry D. Johnson, Oscar Molina, Hugh K. McCrystal: Distribution of a Movave Toxin-Like Protein in Rock Rattlesnake (Crotalus lepidus) Venom. In: Jonathan A. Campbell, Edmund D. Brodie Jr.: The Biology of the Pitvipers. Selva, Tyler (Texas) 1992, ISBN 0-9630537-0-1, S. 21–40.